# Parçay-Meslay

Parçay-Meslay este o comună în departamentul Indre-et-Loire, Franța. În 1 ianuarie 2022 avea o populație de 2.574 de locuitori.